# Skajzgiry (Litwa)
Skajzgiry (lit. Skaistgirys) – miasteczko na Litwie, położone w okręgu szawelskim i w rejonie janiskim, w pobliżu granicy z Łotwą. Liczy 964 mieszkańców (2001).